# Oberbichl (Gemeinde Prägraten am Großvenediger)
Oberbichl ist ein Einzelhof in der Gemeinde Prägraten am Großvenediger. Oberbichl wird zum Dorf Bichl gezählt und liegt in rund 1525 Metern Höhe, womit der Oberbichler Hof der höchstgelegene Bauernhof der Gemeinde Prägraten am Großvenediger ist.

## Geographie
Oberbichl liegt nördlich über der Ortschaft Bichl und ist mit dieser durch eine Straße verbunden. Die Hofstelle besteht aus dem Oberbichler Hof, der Pension „Haus Sonne“ sowie Nebengebäuden wie einer Getreidemühle mit Schmiede und einer Schnapsbrennerei.

## Bauwerke
Der Oberbichler Hof wurde bereits 1770 unter diesem Namen genannt, wobei die heutige Bebauung seit dem Jahr 1787 belegt ist. Das Wohnhaus stammt im Kern aus dem 17. Jahrhundert, im 18. Jahrhundert wurde das Gebäude traufseitig nach Westen erweitert. Im 19. Jahrhundert veränderten die Besitzer des Bauernhofes das zweigeschoßige Bauwerk über rechteckigem Grundriss an den Fenstern, dem giebelseitigen Söller sowie am Dachstuhl. Beim Wohnhaus des Oberbichler Hofes handelt sich um ein in Mischbauweise errichtetes, traufseitig erschlossenes Mittelflurhaus mit Blockpfettendach und brettergedecktem Pultdach. Von der Fassadengliederung sind aus Reste gemalter Eckquaderung und ein rundbogiges Portal aus dem 17. Jahrhundert sowie barocke Wabengitter erhalten. Die getäfelte Stube stammt aus dem 19. Jahrhundert, des Weiteren befindet sich im Gebäude eine Rauchküche mit gemauertem, offenen Herd. Zum Oberbichler Hof gehört zudem eine wasserbetriebene Getreidemühle mit Schmiede, wobei das in Mischbauweise ausgeführte Objekt mit brettergedecktem Blockpfettendach mit der Jahreszahl 1877 bezeichnet ist. Das oberschlächtige Zellenschaufelrad befindet sich in einer überdachten Radstube, die Schmiede liegt talseitig.